# Rui Pedro (football, 1988)
Pour les articles homonymes, voir Rui Pedro.
Rui Pedro Couto Ramalho, alias Rui Pedro est un footballeur portugais né le 2 juillet 1988 à Vila Nova de Gaia.

## Biographie
Natif de Vila Nova de Gaia, Rui Pedro commence le football au sein du CUD Leverense en 1996, à l'âge de huit ans. Il est vite repéré par les recruteurs du FC Porto, où il passe par toutes les catégories de jeunes. En 2007 il signe son premier contrat professionnel avec l'équipe première. À partir de 2008, il est prêté au CF Estrela Amadora, où il ne fait que quatre apparitions. À l'été 2008, il est à nouveau prêté pour un an au Portimonense SC qui évolue en Segunda Liga, championnat dans lequel il va évoluer trois saisons de suite, une nouvelle fois sous forme de prêt (Gil Vicente FC, et Leixões SC). 
A l'été 2011, Rui Pedro quitte le Portugal pour rejoindre le club roumain du CFR Cluj. Dès sa première saison, il  remporte le championnat et conquiert ainsi son premier titre. Le 20 novembre de l'année suivante, il inscrit le premier triplé de sa carrière professionnelle, marquant les trois buts de la victoire (3-1) à domicile contre le SC Braga en Ligue des champions. Il reste trois saisons à Cluj, et à l'été 2014, son contrat n'est pas renouvelé. Il rentre alors au Portugal, où il signe un contrat de deux ans avec l'Académica de Coimbra.

## Carrière
Arrêtées à l'issue de la saison 2015-2016
- 4 saisons en championnat de D.I , 55 matchs 8 buts.
- 3 saisons en championnat de D.I , 62 matchs 10 buts.
- 3 saisons en championnat de D.II , 78 matchs 16 buts.

## Statistiques

### Joueur
| Saison                | Club                  | Championnat           | Championnat | Championnat | Coupe(s) nationale(s) | Coupe(s) nationale(s) | Compétition(s) continentale(s) | Compétition(s) continentale(s) | Compétition(s) continentale(s) | Sélection        | Sélection | Sélection | Total | Total |
| Saison                | Club                  | Division              | M.          | B.          | M.                    | B.                    | Comp.                          | M.                             | B.                             | Équipe           | M.        | B.        | M.    | B.    |
| 2007-2008             | FC Porto              | Primeira Liga         | 0           | 0           | 0                     | 0                     | -                              | 0                              | 0                              | -                | 0         | 0         | 0     | 0     |
| Sous-total            | Sous-total            | Sous-total            | 0           | 0           | 0                     | 0                     | -                              | 0                              | 0                              | -                | 0         | 0         | 0     | 0     |
| 2007-2008             | Estrela da Amadora    | Primeira Liga         | 4           | 0           | 1                     | 0                     | -                              | 0                              | 0                              | -20 ans, Espoirs | 9         | 2         | 14    | 2     |
| Sous-total            | Sous-total            | Sous-total            | 4           | 0           | 1                     | 0                     | -                              | 0                              | 0                              |                  | 9         | 2         | 14    | 2     |
| 2008-2009             | Portimonense SC       | Sergunda Lida         | 22          | 0           | 4                     | 0                     | -                              | 0                              | 0                              | Espoirs          | 5         | 0         | 31    | 0     |
| Sous-total            | Sous-total            | Sous-total            | 22          | 0           | 4                     | 0                     | -                              | 0                              | 0                              |                  | 5         | 0         | 31    | 0     |
| 2009-2010             | Gil Vicente FC        | Segunda Liga          | 29          | 8           | 5                     | 3                     | -                              | 0                              | 0                              | Espoirs          | 12        | 5         | 46    | 16    |
| Sous-total            | Sous-total            | Sous-total            | 29          | 8           | 5                     | 3                     | -                              | 0                              | 0                              |                  | 12        | 5         | 46    | 16    |
| 2010-2011             | Leixões SC            | Segunda Liga          | 27          | 8           | 8                     | 0                     | -                              | 0                              | 0                              | Espoirs          | 1         | 0         | 36    | 8     |
| Sous-total            | Sous-total            | Sous-total            | 27          | 8           | 8                     | 0                     | -                              | 0                              | 0                              |                  | 1         | 0         | 36    | 8     |
| 2011-2012             | CFR Cluj              | Liga I                | 13          | 0           | 1                     | 0                     | -                              | 0                              | 0                              | -                | 0         | 0         | 14    | 0     |
| 2012-2013             | CFR Cluj              | Liga I                | 24          | 7           | 5                     | 0                     | C1+C3                          | 7                              | 3                              | -                | 0         | 0         | 36    | 10    |
| 2013-2014             | CFR Cluj              | Liga I                | 25          | 3           | 0                     | 0                     | -                              | 0                              | 0                              | -                | 0         | 0         | 25    | 3     |
| Sous-total            | Sous-total            | Sous-total            | 62          | 10          | 6                     | 0                     | -                              | 7                              | 3                              | -                | 0         | 0         | 75    | 13    |
| 2014-2015             | Académica             | Primeira Liga         | 29          | 6           | 4                     | 0                     | -                              | 0                              | 0                              | -                | -         | -         | 33    | 6     |
| 2015-2016             | Académica             | Primeira Liga         | 22          | 2           | 3                     | 1                     | -                              | 0                              | 0                              | -                | -         | -         | 25    | 3     |
| Sous-total            | Sous-total            | Sous-total            | 51          | 8           | 7                     | 1                     | -                              | 0                              | 0                              | -                | 0         | 0         | 58    | 9     |
| 2016-2017             | CSKA Sofia            | Prva Liga             | 11          | 1           | 1                     | 1                     | -                              | 0                              | 0                              | -                | -         | -         | 12    | 2     |
| Sous-total            | Sous-total            | Sous-total            | 11          | 1           | 1                     | 1                     | -                              | 0                              | 0                              | -                | 0         | 0         | 12    | 2     |
| Total sur la carrière | Total sur la carrière | Total sur la carrière | 216         | 35          | 32                    | 5                     | -                              | 7                              | 3                              |                  | 27        | 7         | 282   | 50    |

Statistiques actualisées le 19/12/2016

### Matchs disputés en coupes continentales
| Matchs | Date              | Stade                                           | Adversaire        | Résultat | Minutes | Compétition                   | Buts | Tour                | Club     |
| ------ | ----------------- | ----------------------------------------------- | ----------------- | -------- | ------- | ----------------------------- | ---- | ------------------- | -------- |
| 1      | 21 août 2012      | Parc Saint-Jacques, Bâle                        | FC Bâle           | 1 – 3    | 72 min  | Ligue des champions 2012-2013 | 0    | Barrages            | CFR Cluj |
| 2      | 29 août 2012      | Stade Docteur-Constantin-Rădulescu, Cluj-Napoca | FC Bâle           | 1 – 0    | 8 min   | Ligue des champions 2012-2013 | 0    | Barrages            | CFR Cluj |
| 3      | 19 septembre 2012 | Estádio Axa, Braga                              | SC Braga          | 0 – 2    | 11 min  | Ligue des champions 2012-2013 | 0    | Phase de groupes    | CFR Cluj |
| 4      | 20 novembre 2012  | Stade Docteur-Constantin-Rădulescu, Cluj-Napoca | SC Braga          | 3 – 1    | 81 min  | Ligue des champions 2012-2013 | 3    | Phase de groupes    | CFR Cluj |
| 5      | 5 décembre 2012   | Old Trafford, Manchester                        | Manchester United | 0 – 1    | 71 min  | Ligue des champions 2012-2013 | 0    | Phase de groupes    | CFR Cluj |
| 6      | 14 février 2013   | Stade Giuseppe-Meazza, Milan                    | Inter Milan       | 2 – 0    | 84 min  | Ligue Europa 2012-2013        | 0    | Seizièmes de finale | CFR Cluj |
| 7      | 21 février 2013   | Stade Docteur-Constantin-Rădulescu, Cluj-Napoca | Inter Milan       | 0 – 3    | 71 min  | Ligue Europa 2012-2013        | 0    | Seizièmes de finale | CFR Cluj |

### Sélections
Rui Pedro totalise 66 sélections dans les catégories de jeunes pour le Portugal, marquant 20 buts. 
Le 25 mars 2009, il est suspendu par l'entraîneur des U-21 Carlos Queiroz, aux côtés de son coéquipier Bruno Pereirinha, après qu'ils ont tenté un pénalty à deux, qui a malheureusement échoué, lors d'un match contre le Cap Vert dans le cadre du Tournoi international de Madère.

## Palmarès

### Avec leCFR Cluj
- Vainqueur de la Liga I en 2012